# Earophila rigidata
Earophila rigidata là một loài bướm đêm trong họ Geometridae.